# Sharkwater
Sharkwater är en kanadensisk dokumentärfilm från 2007, skriven och regisserad av Rob Stewart, som även är dess berättare. I filmen försöker Stewart åskådliggöra attityder om hajar, och framför allt hur den oerhörda hajfensindustrin driver dem till utrotning. Filmen utforskar världens tätaste hajpopulationer och visar exploateringen och korruptionen i hajjaktsindustrin i haven utanför Kokosöarna, Costa Rica och Galapagosöarna. Stewart reser med Paul Watson och Sea Shepherd Conservation Society, och konfronterar hajjägare i Guatemala och Costa Rica. Gruppen upplever bland annat båtjakter med jägare och polis, båtkrockar, fotografier från dolda kameror på massiva hajfensjaktanläggningar, korrupta rättssystem och slutligen mordanklagelser som tvingar Stewart och Watson att fly från polisen. Han utforskar hur den ökande efterfrågan på hajfenssoppa i Asien ger bränsle åt den illegala hajhandeln. Expeditionen blir dock förkortad på grund av att han fick diagnosen nekrotiserande fasciit (köttätande sjukdom).
Stewart upptäcker att hajar har gått från rovdjur till byte, och trots att de har lyckats överleva jordens historia av massutrotningar, och att den är ett rovdjur som förebygger överkonsumtion av plankton av andra fiskar, och slutligen mildrar den globala uppvärmningen, så kan de lätt utrotas inom bara några få år.
Filmen har vunnit åtta större priser och nominerats ytterligare tre gånger.